# Hemaiag Bedros XVII Ghedighian
Hemaiag Bedros XVII Ghedighian C.A.M. (Armeens: Հմայեակ Պետրոս ԺԷ. Կետիկեան) (Trabzon, 2 oktober 1905 – Bzommar (Libanon), 28 november 1998) was een katholikos-patriarch van de Armeens-Katholieke Kerk.
Hemaiag Ghedighian trad toe tot de benedictijnse congregatie van de Mechitaristen (C.A.M.). Hij werd op 19 oktober 1930 tot priester gewijd. Als abt-generaal van de mechitaristen werd hij op 3 maart 1971 benoemd tot titulair aartsbisschop van Chersonesus in Zechia. Zijn bisschopswijding vond plaats op 30 mei 1971.
Ghedighian werd op 3 juli 1976 door de synode van de Armeens-katholieke Kerk gekozen tot katholikos-patriarch van Cilicië van de Armeniërs als opvolger van Iknadios Bedros XVI Batanian die met emeritaat was gegaan. Ghedighian nam daarop de naam Hemaiag Bedros XVII Ghedighian aan. Zijn benoeming werd bevestigd door paus Paulus VI. Bedros XVII werd tevens voorzitter van de synode van de Armeens-katholieke Kerk.
Op 30 mei 1982 ging Hemaiag Bedros XVII Ghedighian vanwege het bereiken van de gestelde leeftijdsgrens met emeritaat.